# Channa pulchra
Channa pulchra és una espècie de peix de la família dels cànnids i de l'ordre dels perciformes.

## Descripció
- Fa 30 cm de llargària màxima[6] i presenta 4 bandes blanques estretes a les aletes pectorals, una taca a l'aleta dorsal i una sèrie de taques de color taronja vermellós i nombrosos punts negres a tot el cos.
- Té petits punts a les galtes de menys de la meitat de grandària de la pupil·la.
- Cap espina i 34-36 radis tous a l'aleta dorsal i cap espina i 23-25 radis tous a l'anal.
- 44-45 vèrtebres.[4][7]

## Hàbitat i distribució geogràfica
És un peix d'aigua dolça, demersal i de clima tropical (fins als 23 °C de temperatura), el qual viu a Àsia: les aigües altament oxigenades dels rierols de muntanya de l'estat d'Arakan (l'oest de Myanmar).

## Observacions
És inofensiu per als humans i és utilitzat en la pesca de subsistència i en el comerç de peixos ornamentals.